# Fiat Linea
Fiat Linea — модель автомобіля італійського автовиробника Fiat, яка була розроблена у співпраці з турецькою компанією Tofas.
При довжині 4,56 метра Linea досягла розмірів седанів нижнього середнього класу, але вона базується на подовженій платформі маленького автомобіля Grande Punto.

## Опис

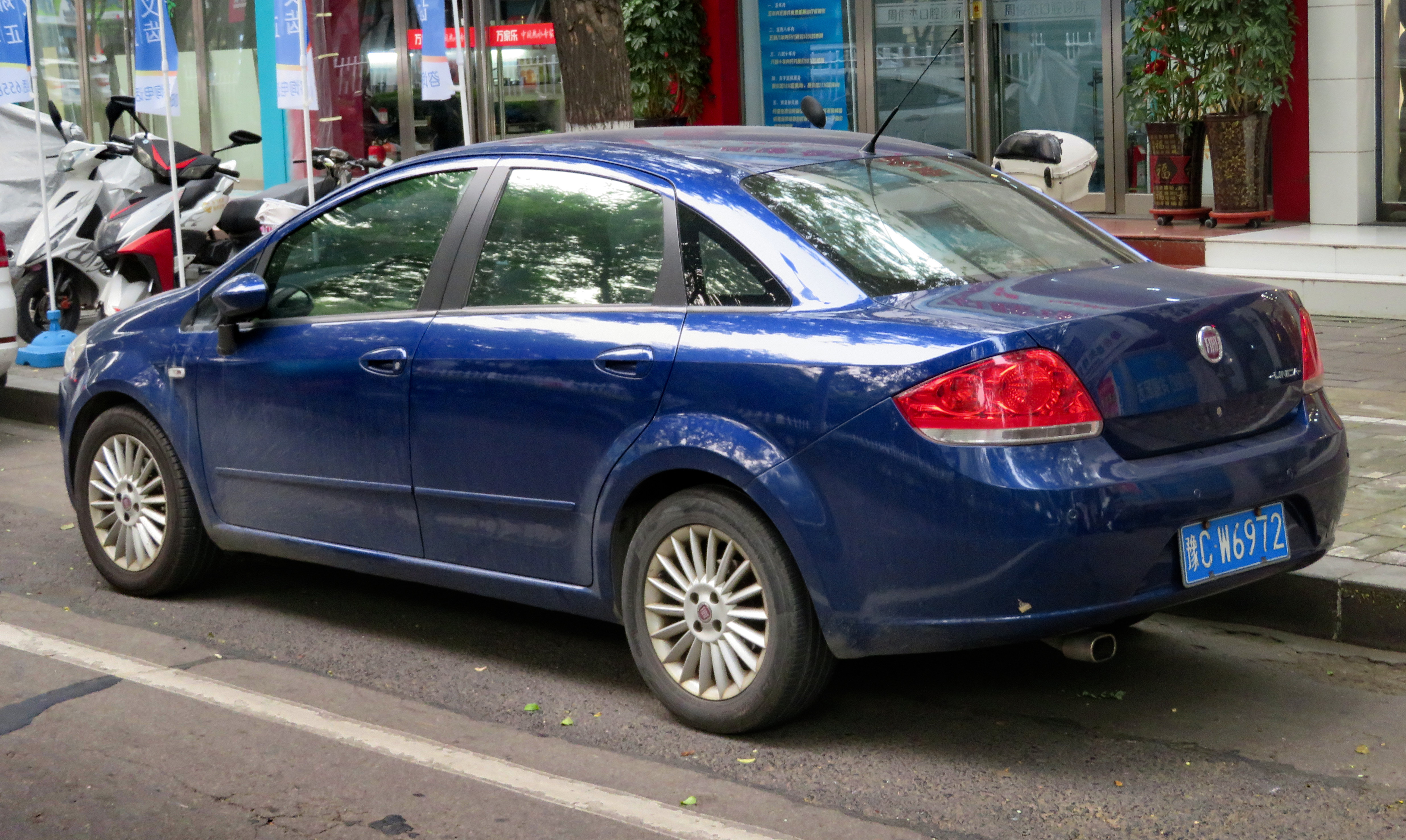
Fiat Linea (2007—2012)

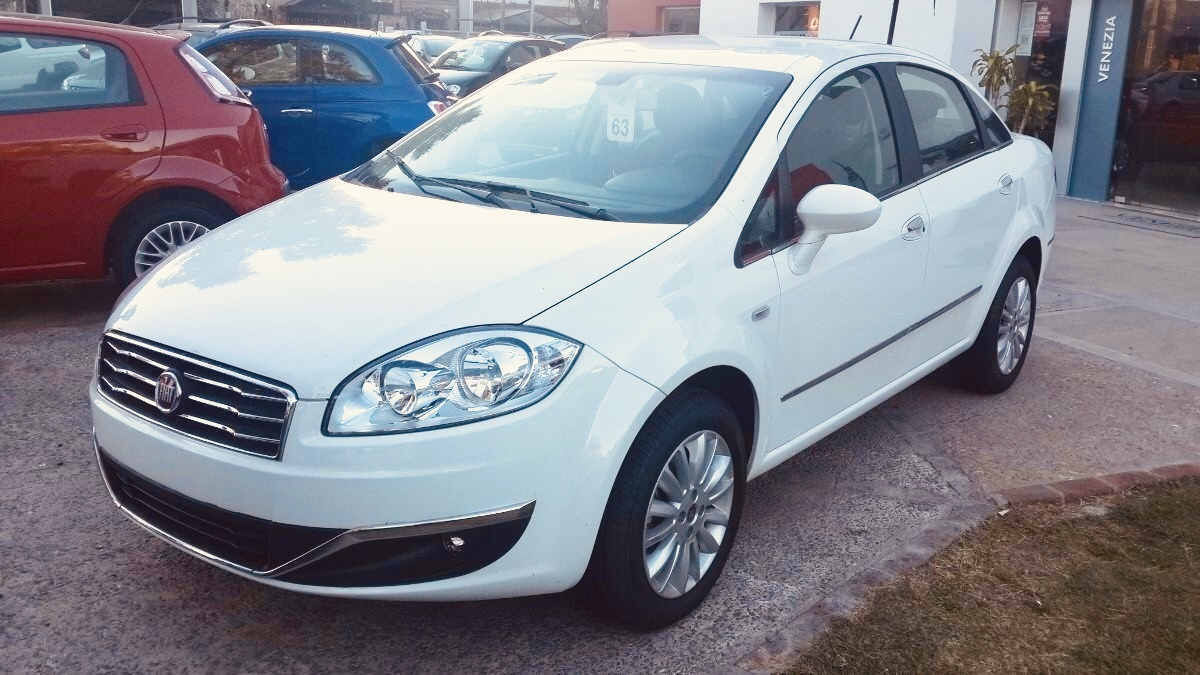
Fiat Linea (2012—2018)

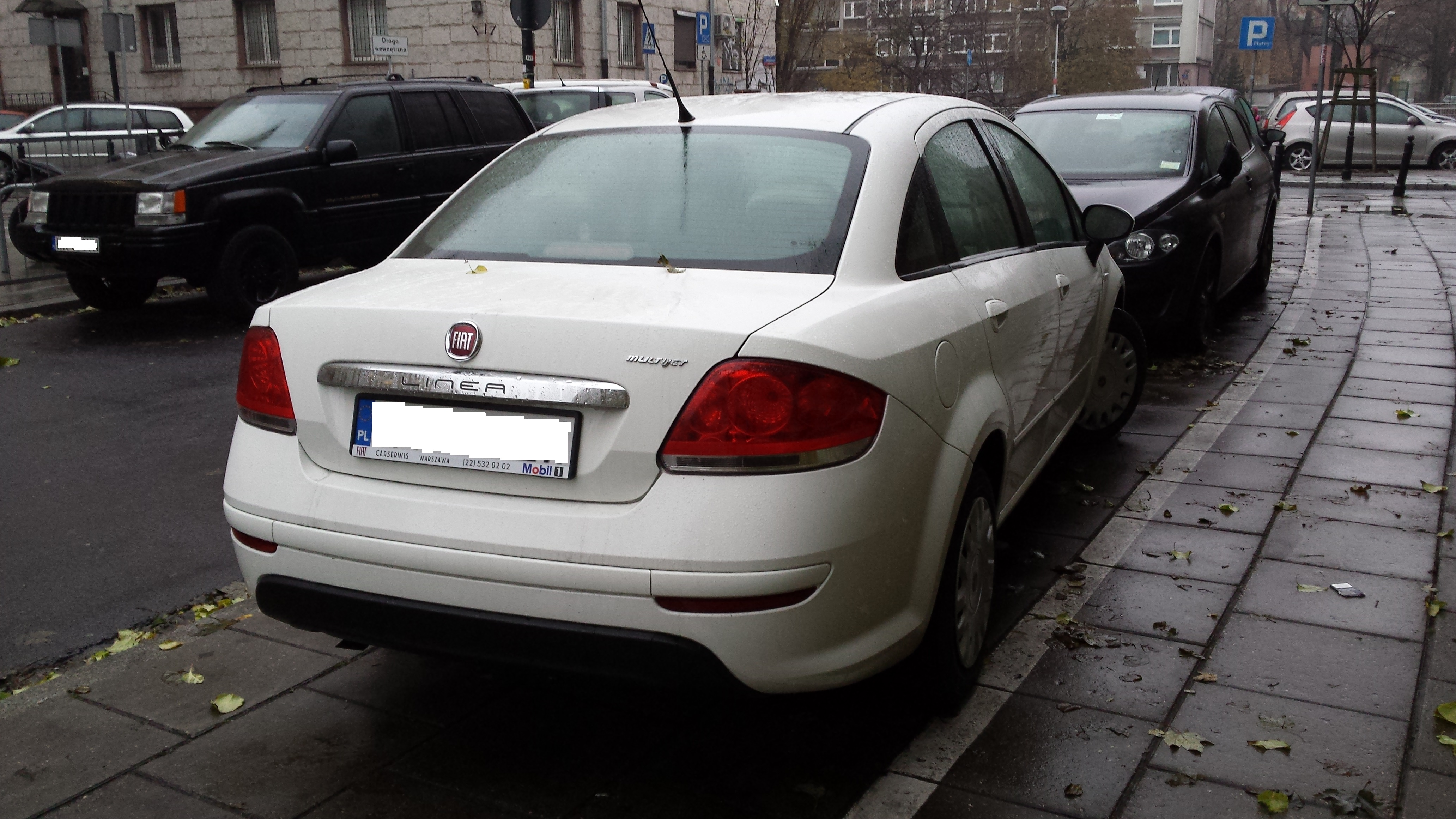
Fiat Linea (2012—2018)

Чотирьохдверний седан вперше представлений в Стамбулі на автосалоні в листопаді 2006 року і виробляється в Бурсі (Туреччина). Дизайн автомобіля розроблений дизайн-центром Fiat на основі Grande Punto. Об'єм багажника становить 500 літрів, а при складених задніх сидіннях — 1175 літрів.

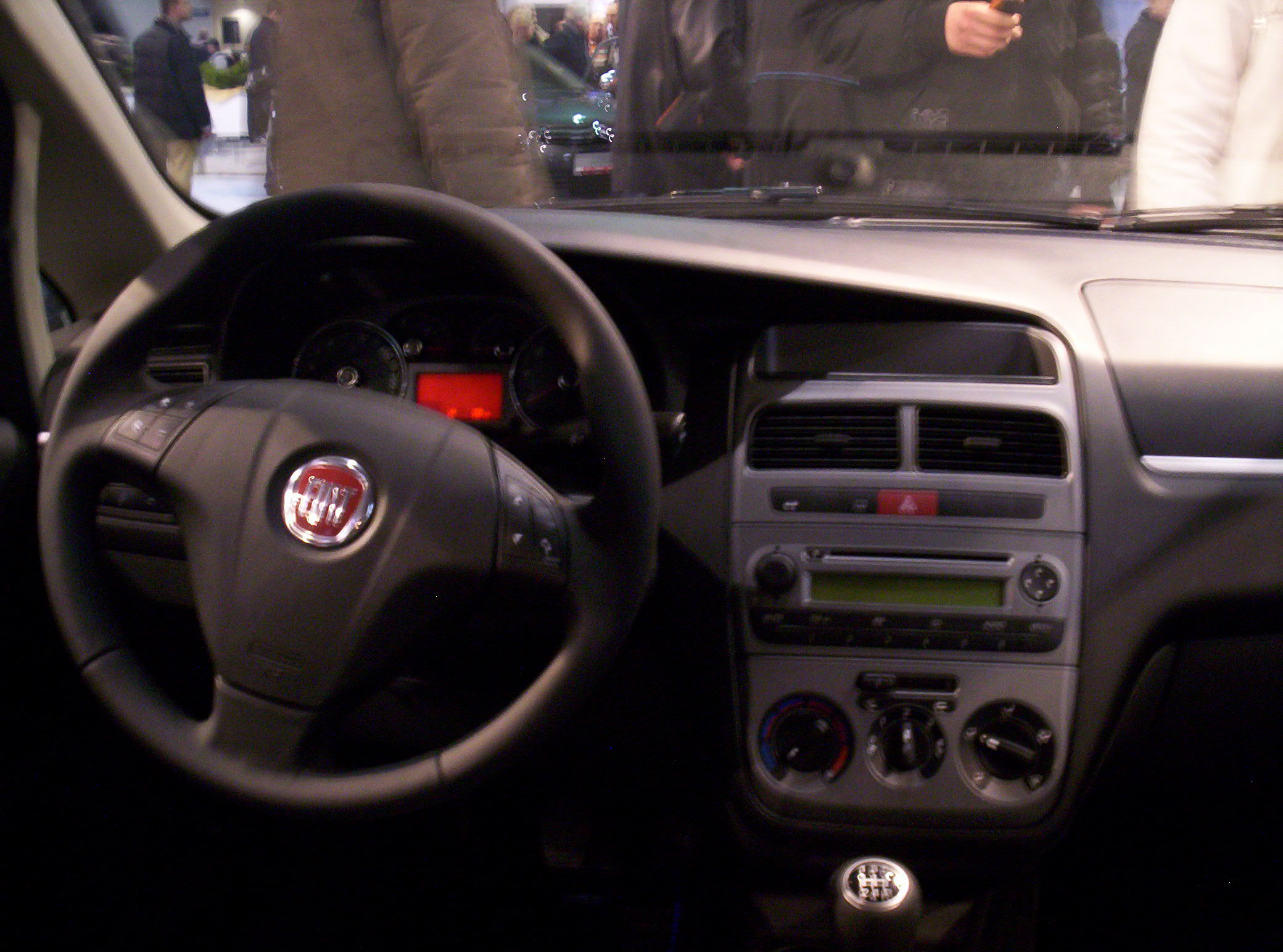
Салон Fiat Linea

В 2012 році Linea була модернізована. Стару модель все ще пропонують під назвою Linea Classic.
Модель Linea наділена досить цікавим зовнішнім виглядом, що пояснюється тим, що за основу для седана було взято хетчбек Фіат Гранд Пунто. Цікавими особливостями екстер'єру є: короткий похилий капот, який поєднується з сильно нахиленим лобовим склом, а також невеликі трикутні вікна на передніх дверях. Передня частина автомобіля оснащена витягнутими галогенними фарами. Решітка радіатора прямокутна, із закругленими кутами і прикрашена хромом. Габарити Фіата рівні: довжина - 4559 мм, ширина - 1730  мм, висота - 1494 мм, колісна база - 2604 мм. Лінеа комплектується 15-дюймовими колесами. 

## Двигуни
| Модель           | Тип            | Об'єм    | Потужність                      | Крутний момент        | Витрати пального л/100 км (для АКПП) | Роки виробництва |
| ---------------- | -------------- | -------- | ------------------------------- | --------------------- | ------------------------------------ | ---------------- |
| Бензинові        |                |          |                                 |                       |                                      |                  |
| 1.4              | Р4, 8V         | 1368 см³ | 57 kW (77 к.с.) при 6000 об/хв  | 115 Нм при 3000 об/хв | 6,3 л                                | з 2007           |
| 1.4 Turbo T-Jet  | Р4, 16V        | 1368 см³ | 88 kW (120 к.с.) при 5800 об/хв | 206 Нм при 2500 об/хв | 6,7 л                                | з 2007           |
| Дизельні         |                |          |                                 |                       |                                      |                  |
| 1.3 Multijet DPF | Р4, 16V, Turbo | 1248 см³ | 66 kW (90 к.с.) при 4000 об/хв  | 200 Нм при 1750 об/хв | 4,9 (4,7) л                          | з 2007           |
| 1.6 Multijet 16V | Р4, 16V, Turbo | 1598 см³ | 77 kW (105 к.с.) при 4000 об/хв | 290 Нм при 1500 об/хв | 5,0 л                                | з 2009           |

## Продажі
| Рік           | Бразилія | Аргентина | Європа | Іспанія | Індія  | Туреччина |
| ------------- | -------- | --------- | ------ | ------- | ------ | --------- |
| 2017          |          |           |        |         | 473    | 8,436     |
| 2016          |          |           |        |         | 1,163  | 7,298     |
| 2015          | 4,379    |           | 13     |         | 1,857  | 34,725    |
| 2014          | 6,749    |           | 220    |         | 3,017  | 32,249    |
| 2013          | 7,531    |           | 634    |         | 2,371  | 37,752    |
| 2012          |          |           | 1,261  |         | 2,586  | 33,189    |
| 2011          | 12,258   |           | 1,750  | 425     | 5,477  | 34,484    |
| 2010          |          | 2,079     | 2,999  | 671     | 9,589  | 15,989    |
| 2009          | 14,659   | 1,499     | 2,453  | 1,023   | 12,429 | 9,970     |
| 2008          | 2,604    |           | 8,363  | 1,848   |        | 8,278     |
| 2007          |          |           | 4,337  | 1,096   |        | 10,301    |
| Всього        | 48,180   | 3,578     | 22,030 | 5,063   | 38,962 | 203,228   |
| Всього (світ) | 315,978  |           |        |         |        |           |